# Willie Redden

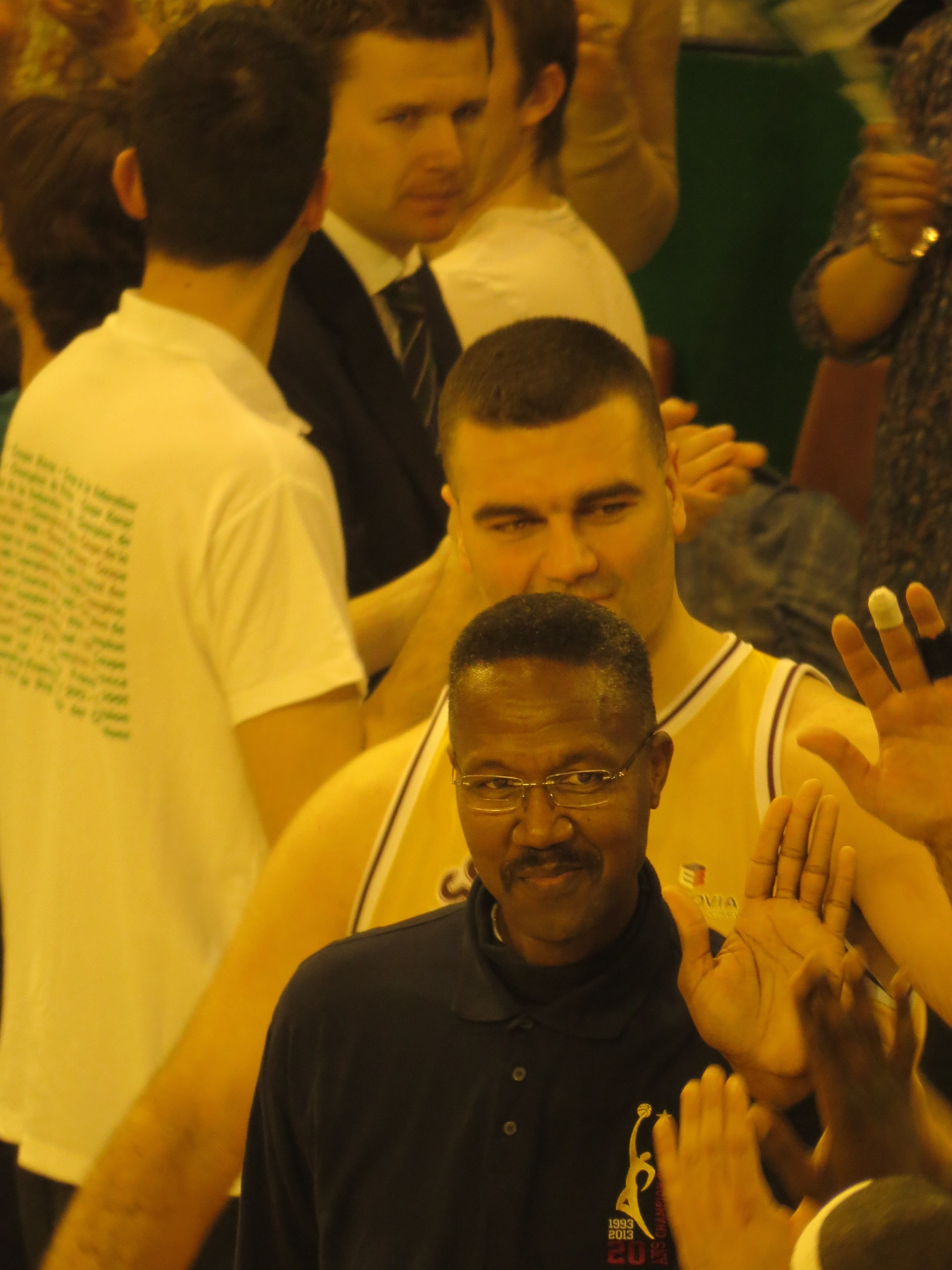
Redden (im Vordergrund) im Jahr 2013

Willie James Redden (* 11. November 1960 in Fort Pierce) ist ein ehemaliger US-amerikanisch-französischer Basketballspieler.

## Laufbahn
Der 2,10 Meter messende Innenspieler gehörte von 1978 bis 1982 zur Basketballmannschaft der University of South Florida und kam auf Mittelwerte von 10,3 Punkte sowie 6,4 Rebounds und 1,3 geblockte Würfe je Begegnung. Die San Antonio Spurs sicherten sich beim NBA-Draftverfahren 1982 die Rechte an Redden (dritte Auswahlrunde, 64. Stelle), zu einem Einsatz in der Liga kam Redden jedoch nie.
In der Saison 1982/83 spielte er kurzzeitig bei Lancaster Lightning in der US-Liga Continental Basketball Association (CBA), er bestritt fünf Spiele und verbuchte 8,8 Punkte sowie 6,4 Rebounds je Begegnung. Redden setzte seine Laufbahn in Frankreich fort, später nahm er die Staatsangehörigkeit des Landes an. Von 1983 bis 1992 stand er bei ASVEL Lyon-Villeurbanne unter Vertrag. Im Oktober 1987 stellte er mit 14 Korberfolgen bei 14 Versuchen in einem Spiel eine neue Bestmarke in der Ligue Nationale de Basket auf. Er wurde mit der Mannschaft 1985 und 1986 französischer Vizemeister. Bei ASVEL verbuchte Redden hohe Punktwerte (Bestmarke: 21,1 Punkte/Spiel in der Saison 1988/89), was sich mit seinem Wechsel zu CSP Limoges 1992 änderte. Dort brauchte Trainer Božidar Maljković insbesondere seine Fähigkeiten in der Verteidigung, seine Punktausbeute sank deutlich. Diese neue Rolle und die harte Trainingsarbeit unter Maljković hätten für ihn einen Schock und eine große Umstellung bedeutet, so Redden. 1993 gewann er mit Limoges den Europapokal der Landesmeister. Im Halbfinale gegen Real Madrid kam insbesondere ihm die Aufgabe zu, den Litauer Arvydas Sabonis zu decken. Im Endspiel gegen Benetton Treviso erzielte Redden in 26 Minuten Einsatzzeit sechs Punkte sowie sechs Rebounds. Redden wurde mit Limoges 1993 ebenfalls französischer Meister, 1994 wurde der Titelgewinn wiederholt.
Nach zwei Jahren in Limoges wechselte Redden 1994 zu Olympique d’Antibes und gewann mit der Mannschaft unter der Leitung von Trainer Jacques Monclar in seinem ersten Jahr die französische Meisterschaft. Er blieb bis 1997 in Antibes, spielte zum Abschluss seiner Karriere in der Saison 1997/98 noch einmal für Limoges und wurde mit dem CSP Vizemeister.
Redden lebte nach dem Ende seiner Spielerzeit zunächst in Frankreich und zog dann in die Vereinigten Staaten zurück, wo er im Sportamt von Vero Beach (Bundesstaat Florida) beruflich tätig wurde.